# دنیستر
نیستر یا دِنیِستِر نام رودی در اروپای شرقی است. این رود از اوکراین می‌گذرد و در نهایت به دریای سیاه می‌ریزد.